# Ramón de Carranza Gómez de Pablo
Ramón de Carranza Gómez de Pablo, Marquès de Soto Hermoso (Cadis, 21 de maig de 1898 - Sevilla, 14 de setembre de 1988), fou un aristòcrata, marí de guerra espanyol, terratinent, polític franquista i president de l'històric Sevilla Futbol Club que es va distingir per la seva col·laboració paramilitar amb el cop d'estat del 18 de juliol de 1936 contra la Segona República i per la seva activitat política municipal en Sevilla. Va ser Procurador en Corts durant cinc legislatures del període franquista.

## Orígens i primers anys
Ramón de Carranza y Gómez va néixer a Cadis el 21 de maig de 1898. Com a fill de militar va ser batejat a l'església castrense del Santo Ángel. Els Carranza procedien d'una família gallega de pocs recursos econòmics, amb diversos avantpassats en l'Armada, que va créixer socialment per la fortuna pastada en Cadis per Ramón de Carranza y Fernández de la Reguera mariner de guerra que arribà a contraalmirall, home de negocis i polític conservador, que va millorar econòmicament gràcies al matrimoni amb la rica pubilla Josefa Gómez Aramburu (filla de José Esteban Gómez Peñasco, consignatari de bucs, i neboda del milionari gadità José Moreno de Mora y Vitón). Ramón fou el quart fill. Crida l'atenció la típica fluctuació del seu segon cognom: estranyament en les ressenyes de societat unes vegades apareix com Gómez, altres com Gómez Pablo o Gómez de Pablo i unes altres com Gómez-Aramburu.
Va ingressar en el Cos General de l'Armada l'1 de gener de 1913 i va estudiar a l'Escola Naval Militar de San Fernando (Cadis). El 1923 va obtenir per rehabilitació el títol nobiliari de la seva família de marquès de Soto Hermoso i, seguint l'exemple del seu pare, es va moure amb desimboltura entre les millors famílies de la societat barcelonina. Alt, elegant, calb i amb ulls blaus, va emparentar amb la noblesa catalana (Castellvell, Maldà, Sant Miquel de Castellar, Salillas, Segur, etc.) en contreure matrimoni al juny de 1926 amb la comtessa de Montagut Alt, Maria Antonia de Vilallonga i de Càrcer filla de la marquesa de Castellvell, gran d'Espanya. Es va retirar del mar amb el grau de capità de corbeta, es va dedicar als negocis agroalimentaris (agrícoles, vinícoles i pesquers-conserves) de la família i va instal·lar-se a Sevilla en el seu palauet de l'avinguda de la Palma i en la seva mansió de Casa-Ayala.
A part de practicar els esports propis de la seva classe social, en els mitjans franquistes tenia certa fama de jugador de ruleta i baccarat. Ignacio Darnaude descriu en els seus records una anècdota, no contrastada. Segons ell mateix referia als seus amics de l'Aero Club  de Sevilla, "va adquirir a Manuel Lazo la finca “La Vicaría” (gran alzinar situat a mig camí entre Arroyomolinos i Cala en el límit entre Huelva i Badajoz) gràcies als molts diners que arreplegà després de fer fallida mitjançant el seu hàbil joc a la banca en el Casino de Montecarlo, i amb el seu "capitalàs" va adquirir també una sumptuosa vila a la platja de la Concha, a Sant Sebastià", en aquells dies de moda entre la classe benestant. I, més encara, "només amb la venda de dos quadres que formaven part del sumptuós mobiliari de la mansió, el marquès es va reemborsar tot el que li havia costat la casa palau".

## Alcalde
La conservadora família Carranza es va constituir com una petita dinastia del règim administratiu local andalús. Ramón de Carranza y Fernández de la Reguera (pare) fou designat alcalde de Cadis per Miguel Primo de Rivera (1927-1931) i designat alcalde i governador civil de Cadis per Queipo de Llano (1936). Ramón de Carranza Gómez (fill) fou designat alcalde de Sevilla per Queipo de Llano (1936-1938) i president de la Diputació Provincial de Sevilla (1946-1961), per Franco. José León de Carranza Gómez (germà) fou designat alcalde vitalici de Cadis per Franco (1948-1969).
De caràcter autoritari i tendència monàrquica, militant de Renovación Española. Ramón de Carranza Gómez i el seu pare es van implicar des d'un principi en la conspiració militar colpista contra el govern democràtic de la Segona República Espanyola recolzant al general Queipo de Llano el 18 de juliol de 1936. Aquest el va nomenar l'endemà president de la Comissió Gestora encarregada de l'administració municipal de Sevilla en substitució de l'alcalde legítim, Horacio Hermoso Araujo, qui fou executat poc temps després pels colpistes.
Recentment designat alcalde, Ramón de Carranza (fill) va col·laborar en el cop personalment "manu militari". Ell i els seus amics van ajudar amb gust en la repressió dels barris obrers (Nervión, Ciudad Jardín, Triana, Macarena, etc.). Es van apostar, al costat de tropes revoltades, en un lloc estratègic de pas obligat entre la barriada obrera del Cerro del Águila i el centre de la capital. Allí van contenir a la riuada de "gent d'espardenya" que es dirigien al nucli antic amb ànim de sufocar la rebel·lió militar, donant temps així que Queipo de Llano reorganitzés les seves forces i dominés finalment la ciutat. En aquest episodi Ramón de Carranza va ordenar a un caporal de la Guàrdia Civil afusellar un presoner i, com aquest es va negar, va ordenar a altres guàrdies afusellar al caporal. Ortiz Villalba el situa també en l'assalt al barri de Triana.

## Època franquista
En les seves xerrades radiofòniques Queipo de Llano va lloar més en Carranza la seva vàlua com a guerriller que com a marí o alcalde. 
| « | "He de notificar que l'alcalde, D. Ramón de Carranza (fill), més guerriller que marí i que alcalde, amb una columna de Falange i de Guàrdia Civil, està desenvolupant una brillantíssima tasca. És un brau que mana un grup de braus. Amb el que no estic conforme és que amb la seva actuació em lleva tots els falangistes de Sevilla, on tan grans serveis em presten, ja que al principi va sortir amb un grup de vint nois, per precaució li vaig afegir forces de la Guàrdia Civil; ja avui dia opera amb prop de dos-cents"". | » |

L'actuació "guerrillera" del marí Carranza es va limitar a ràtzies de secà durant les primeres setmanes de la Guerra Civil Espanyola i es va desembolicar entre grups o partides de voluntaris dretans amics afavorides per l'exèrcit revoltat. Eren columnes lleugeres, molt mòbils, que anaven i venien constantment d'un punt a un altre. El seu component paramilitar, irregular, estava integrat i finançat pels propietaris, senyorets, sportmen i cavallistes de l'oligarquia al comandament de persones capaces (generalment militars retirats per la llei Azaña) que es van especialitzar, per pura lògica, en la neteja política rural. A la província de Huelva va funcionar fins i tot un anomenat Servicio de Saneamiento de Campos
Bon esportista, Carranza va alternar de seguida les seves responsabilitats administratives i de representació a l'ajuntament amb el comandament expeditiu d'una de les columnes més conegudes (l'anomenada columna Carranza), amb la qual feia intermitents incursions des de la capital. La seva primera expedició va ser el 23 de juliol en direcció a Huelva. Altres columnes conqueridores cèlebres van ser les dels comandants Castejón (Legió i Regulars) i Luis Redondo García (Requeté) que van tenir una intervenció decisiva a Huelva, Còrdova, Extremadura i Jaén. Durant la primera setmana se li va encomanar l'ocupació per a la causa dels colpistes de nombrosos pobles de l'Aljarafe sevillà, Sierra Norte (especialment sagnant fou la presa de Cazalla i de Constantina), La Campana, El Coronil i molts de la província de Huelva (Hinojos, Rociana, La Palma del Condado, Bonares, Lucena del Puerto, Almonte, Lepe, Isla Cristina i Ayamonte). L'1 d'agost la seva partida és incorporada a la columna africana del comandant Castejón participant en la massacre de Puente Genil.
Generalment es desplaçava des de Sevilla seguint la carretera o el tren i usant tota classe de vehicles, la major part confiscats. De vegades tenia la cobertura aèria d'una avioneta de Tablada o d'algun amic de l'Aeroclub, o l'ajuda de cavallistes. Li bastava la intimidació i una canonada en portes o finestres perquè cessés tota resistència republicana. Com sabien molt bé els militars rebels "la influència moral del canó morter o del tir ajustat de metralladores era enorme" sobre oponents armats generalment amb escopetes de caça.
Quan prenia un poble per les armes alliberava presos, dictava bans, nomenava noves autoritats (Comissions Gestores) i organitzava les pautes repressives rutinàries amb l'ajut de la Guàrdia Civil, falangistes, rectors i dretans locals. Després marxava deixant una reguarda. A la tornada, els camions de provisions venien carregats amb els presoners supervivents.
Per a Carranza, i els seus amics propietaris, aquesta guerra va tenir un toc finament pairal. De vegades els voluntaris de les columnes comprovaven sobre el terreny l'estat del seu patrimoni, agrícola o pesquer, sabent que el proveïment de la població s'havia estat fent a la seva costa. Com assenyala més explícitament Alfonso Lazo: "Amb freqüència les columnes eren manades per rics terratinents les primeres operacions dels quals militars anaven dirigides a recuperar els seus masos i hisendes, ocupades després del triomf del Front Popular". No s'ha de confondre la família de Soto Hermoso amb els García Carranza de La Algaba i Palomares del Río (Álvaro, Francisco, Antonio y Pedro Luis) que van tenir algun predicament entre els ambients dretans de l'època.
El marquès de Soto Hermoso va ser premiat per Franco amb la Medalla Militar el 13 d'octubre de 1936 (BOE de 19-10-1936). En les celebracions oficials apareixia sempre amb uniforme militar de marina prop de Queipo de Llano
En la rereguarda municipal li van tocar temps de comandament fàcil, encara que la voluntat suplís els pocs recursos i la molta misèria. L'agost de 1936 la Comissió gestora de l'Ajuntament, presidida per ell, va decretar canviar els noms de 50 carrers de la llista de carrers, començant per les principals. Va reduir dràsticament el nombre d'escoles públiques per estalviar despeses municipals. Inaugurà un projecte ambiciós de Museo Nacional de Guerra del Movimiento Salvador de España al Pavelló Reial (30 de juliol) Va romandre en l'alcaldia solament dos anys, fins a novembre de 1938, en ser defenestrat pel governador civil Pedro Gamero del Castillo a instància del ministre de Governació Serrano Súñer amb gran ira del seu mentor Queipo de Llano. Deures militars (l'escassetat d'oficials en l'Armada revoltada) el van obligar a desatendre els seus negocis, reingressant com a capità de corbeta de 2º comandant del minador "Marte" i després com a comandant del canoner "Dato" (7 de maig de 1939). Recentment acabat el conflicte, va sol·licitar el retir definitiu com capità de fragata. Es va reincorporar a la política com a president de la Diputació Provincial de Sevilla, on va romandre 15 anys (1946-61) destacant en l'àmbit de les granges agrícoles experimentals. Va ser procurador en corts, adscrit a la Comissió d'Obres Públiques (29 de maig de 1946). Va rebre la Medalla de plata del Front de Joventuts (3 de maig de 1954). Va tenir freqüents frecs amb el governador civil Hermenegildo Altozano Moraleda (1959-62). L'últim, sobre construcció irregular a Sevilla de cases de la Diputació, va tenir repercussió nacional i els va costar el càrrec a tots dos polítics.
El club Pineda de Sevilla, de caràcter hípic, cobra auge entre 1955-59 per la iniciativa de Ramón de Carranza que compra terrenys el 1957 al Ram de Guerra de l'Exèrcit per ampliar l'hipòdrom amb vista a les carreres de primavera-tardor.
El 1955 va ingressar com a acadèmic numerari en la Reial Acadèmia de Belles arts de Santa Isabel de Hungría de Sevilla. Va morir a Sevilla, el 14 de setembre de 1988.

### Procurador
La Diputació Provincial de Sevilla escollí al seu president procurador en Corts durant la segona legislatura de les Corts Espanyoles (1946-1949) com a representant d'aquest organisme. Va obtenir 7 dels 8 vots emesos. Va ser reelegit per la tercera legislatura (1949-1952), obtenint 16 dels 17 vots emesos. Reelegit successivament, cessa el 6 de juliol de 1959 i és substituït per Luis Hertogs Echemendia.

### Sevilla FC
Retirat als seus negocis, es va interessar pel futbol igual que molts altres polítics d'aquella època. Va succeir Ramón Sánchez Pizjuán en la presidència del Sevilla Fútbol Club durant quatre temporades (19 de juliol de 1957 a 19 d'agost de 1961).
Va emetre obligacions per valor de 50 milions de pessetes, pressupost estimat inicialment per a l'estadi, i el 6 de desembre de 1956, mes i mig després de la mort de Sánchez-Pizjuán, es va col·locar la primera pedra. L'arquitecte va ser Manuel Muñoz Monasterio, coautor uns anys abans de l'estadi Santiago Bernabéu. Carranza va inaugurar i va donar nom a l'actual estadi Ramón Sánchez Pizjuán, fent el servei d'honor un 7 de setembre de 1958 en un partit amistós amb el Real Jaén Club de Fútbol. La construcció de l'estadi va conduir a l'equip a una greu crisi econòmica que al seu torn va generar una crisi esportiva i el descens per primera vegada a Segona Divisió el 1968.
En la seva junta directiva va incloure alguns dels seus antics companys: Diego Benjumea Vázquez, Francisco García Carranza (cunyar i germà respectivament del seu gran amic el torero El Algabeño), Manuel Zafra Poyato, José del Povil, Navarro Canela, Loscertales, Del Río, Conde i Liñan i altros. Cal no confondre aquest Ramón de Carranza amb el que va donar nom a l'Estadi Ramón de Carranza i el Trofeu Ramón de Carranza de Cadis, que fou el seu pare, Ramón de Carranza y Fernández de la Reguera, alcalde de la ciutat el 1936.